# Zhejiangopterus
Zhejiangopterus (de Zhejiang, una província xinesa i el grec πτερόεις, alat) és un gènere de pterosaures pterodactiloïdeus que va viure a la Xina durant en el període Cretaci inferior. Només s'ha identificat una espècie, Zhejianopterus linhaiensis.
Era un gran pterosaure amb una envergadura d'uns cinc metres. Tenia un crani llarg, baix i arquejat, sense cresta. Els orificis nasals i la finestra antorbitària típica dels arcosaures estaven unides i formaven una única obertura oval que ocupava gairebé la meitat de la longitud del crani. El bec era llarg, prim i punxegut, i mancava de dents.

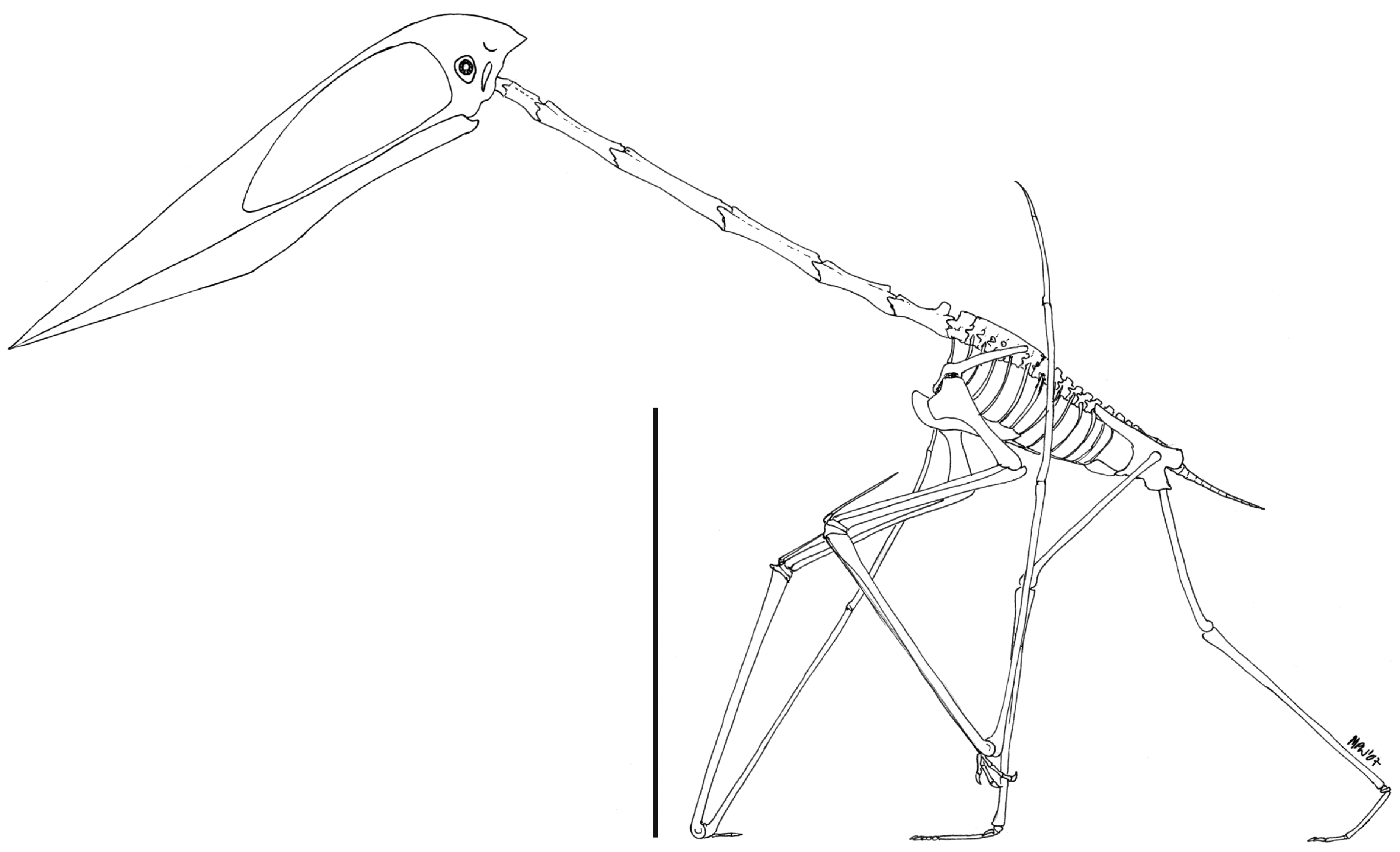
Esquelet reconstruït

El primer fòssil es va descobrir l'abril de 1986, quan Chengfa Xu, un jove veí d'Aolicun, un poble del municipi de Linhai a la província de Zhejiang, va trobar d'un esquelet fòssil gairebé complet en extraure toba calcària d'una pedrera prop del poble. Hua Ming, el director del Museu d'Història Natural de Zhejiang, va comprovar el descobriment i va classificar la troballa a l'ordre dels Pterosauria. Els cercadors Feng Wei, Zhenquan Cai i Weitang Wu van continuar investigant el jaciment i van confirmar que l'exemplar deriva de sediments del Cretaci. Linhai, el municipi on va ser descobert, va donar l'epitet de l'espècie.